# Acord comercial
Un acord comercial (cunoscut, de asemenea, și sub numele pact comercial) este un tratat ce are în vedere impozitele, tarifele și comerțul la scară largă, care include adesea garanții de investiție.  Atunci când două sau mai multe țări acceptă condițiile care le ajută să facă negoț reciproc.  Cele mai comune acorduri comerciale au în vedere comerțul preferențial și comerț liber, încheiate pentru a reduce (sau a elimina) tarifele, cotele și alte restricții comerciale asupra obiectelor tranzacționate între semnatari. Acestea i-au ajutat să stabilească tarifele și ceea ce au nevoie pentru a putea impune importuri și exporturi pe județe. 
Exporturile presupun expedierea lucrurilor, incluzând și obiecte, de la o companie către o filială din străinătate. Bunurile și serviciile sunt produse într-o țară, iar mai apoi vândute 
Importurile sunt bunuri și servicii cumpărate de către rezidenți care au fost aduse din țări străine. Asta include orice a fost expediat în țară, chiar dacă dintr-o țară străină.

## Logica
Logica  acordurilor comerciale formale constă în faptul că ele conturează ceea ce este convenit și pedepsele pentru abateri de la regulile stabilite în acord. Astfel, acordurile comerciale ajută la diminuarea neînțelegerilor și oferă încredere ambelor părți, asigurând pedepsirea înșelăciunii; acest lucru crește probabilitatea unei cooperări pe termen lung. O organizație internațională, cum ar fi FMI, poate stimula în continuare cooperarea prin monitorizarea respectării acordurilor și a raportării țărilor terțe cu privire la încălcări. Este posibil să fie necesară monitorizarea de către agenții internaționale pentru a detecta barierele netarifare, care sunt încercări deghizate de a crea bariere comerciale.

## Clasificarea pactelor de comerț

### După numărul și tipul semnatarilor
Există trei tipuri de acorduri comerciale. Primul este acordul comercial unilateral, fiind încheiat atunci când o țară dorește să impună anumite restricții, dar nici o altă țară nu este de acord. Acesta mai permite țărilor și diminuarea cantității de restricții comerciale. Nu se încheie atât de des un astfel de acord comercial deoarece ar putea afecta o țară.
Cel de-al doilea este clasificat ca fiind bilateral (BTA) atunci când este semnat de către ambele părți, în cazul în care fiecare parte ar putea fi câte o țară (sau alt teritoriu vamal), un bloc comercial sau un grup informal de țări (sau alte teritorii vamale). Atunci când ambele țări diminuează restricțiile astfel încât să ajute la o mai bună dezvoltare a companiilor în alte țări; acest lucru contribuie cu siguranță la scăderea impozitelor și îi ajută să discute despre statutul lor comercial'. În mod normal, acesta se învârte în jurul numărului diminuat de industrii naționale. 
Se încadrează mai ales industriile de automobile, a petrolului sau cea a alimentelor.
Un acord comercial semnat între mai mult de două țări (de obicei țări vecine sau din aceeași regiune) este clasificat drept multilateral. Acesta este cel mai greu de rezolvat . De obicei, sunt implicate trei sau mai multe țări. Cu cât numărul țărilor implicate e mai mare, cu atât este mai greu de negociat. Ele sunt, de asemenea, mai dificil de abordat, deoarece fiecare țară are anumite lucruri de care are nevoie sau pe care le dorește. Odată ce acest tip de acord comercial este soluționat, acesta devine unul foarte puternic. Acesta cuprinde o mare parte din țările lumii. Cel mai mare acord comercial multilateral este Acordul Nord-American de Comerț Liber, iar cele trei țări implicate sunt Statele Unite, Canada și Mexic.

### Acordurile comerciale regionale ale SUA
Acestea sunt convenit între țări dintr-o anumită zonă. Cele mai puternice includ câteva țări care sunt vecine într-o zonă geografică. Aceste țări au, de obicei, istorii similare, date demografice și chiar aceleași obiective economice.
Acordul Nord-American de Comerț Liber a fost pus în aplicare la data de 1 ianuarie 1989 și este convenit între Statele Unite ale Americii, Canada, și Mexic, acesta fiind conceput pentru a scăpa de barierele tarifare între țări diferite. 
Acordurile comerciale regionale sunt foarte greu de stabilit și de săvârșit atunci când țările sunt mai diferite.
Asociația Națiunilor din Asia de Sud-est(ASEAN) a fost formată în 1967 și cuprinde  Indonezia, Malaezia, Filipine, Singapore, Thailanda, iar motivul înființării acesteia a fost pentru a putea avea sprijin politic și economic și pentru a-și păstra stabilitatea regională.

### După nivelul de integrare
Există o varietate de acorduri comerciale; unele fiind destul de complexe (Uniunea Europeană), în timp ce altele sunt mai puțin intense (Acordul Nord-American de Comerț Liber). Nivelul de integrare economică rezultat depinde de tipul specific de contracte comerciale și politici adoptate de blocul comercial:
1. Separat
  - Acordul- Cadru de Comerț și Investiții (TIFA)
  - Tratat Bilateral de Investiții (BIT)
  - Acord preferențial de Comerț (PTA)–sfera de acțiune și ............ limitate a reducerii tarifelor dintre teritoriile vamale.
    - Acord de Liber Schimb care stabilește o Zonă de Liber Schimb(FTA)–reducere sau eliminare extinsă a tarifelor pentru cvasitotalitatea comerțurilor care permit libera circulație a produselor, iar pentru acordurile mai evoluate reduce restricțiile cu privire la investiții și înființare care permit libera circulație a capitalului și a serviciilor.   
      - Piața comună–Zonă de Liber Schimb cu o reducere semnificativă sau chiar eliminare a restricțiilor cu privire la libertatea de circulație a tuturor factorilor de producție, incluzând libera circulație a forței de muncă și a întreprinderii și coordonarea politicii economice.

  - Uniunea monetară–împart aceeași monedă
2. Compozit
  - Uniunea vamală–Zonă de Liber Schimb cu tarife externe comune ale tuturor semnatarilor în ceea ce privește țările nesemnatare
    - Uniunea Vamală și Monetară–Uniunea Vamală cu Uniunea Monetară
    - Uniunea economică–Uniunea Vamală cu Piața Comună
      - Uniunea Economică și Monetară (UEM)–Uniunea Economică cu Uniunea Monetară
        - Uniune fiscală–coordonarea comună a unor părți substanțiale a politicilor fiscale (măsură sugerată de Uniunea Economică și Monetară și Integrarea Economică Completă)

### Acorduri speciale
- Tratatul Organizației mondiale a Comerțului
  - acordurile din cadrul OMC (Acordul Textil ș. a.)
- Defunctul Acord Multilateral privind Investițiile (în cadrul Organizației pentru Cooperare și Dezvoltare Economică)

### După Organizația Mondială a Comerțului
De obicei, beneficiile și obligațiile acordurilor comerciale se aplică numai pentru semnatari.
În cadrul Organizației Mondiale a Comerțului sunt încheiate diferite acorduri (mai ales în timpul aderărilor noilor state), ale căror condiții se aplică tuturor membrilor OMC cu privire la așa-numita cea mai favorizată (MFN), ceea ce înseamnă că clauzele acceptate bilateral cu un partener comercial vor fi impuse și celorlalți membri ai organizației
Toate acordurile încheiate în afara OMC (și acordarea de beneficii suplimentare, dincolo de nivelul de OMC MFN, dar aplicabile numai între semnatari și nu la ceilalți membri ai OMC) sunt numite preferențiale de către OMC. În conformitate cu normele OMC, aceste acorduri sunt supuse anumitor cerințe, cum ar fi înștiințarea OMC și reciprocitate generală (preferințele ar trebui să se aplice în mod egal pentru fiecare dintre părțile semnatare ale acordului), iar  în cazul în care preferințele sunt unilaterale (unii nesemnatarii obțin acces preferențial în piața de către alții semnatari, fără a-și reduce propriile tarife) sunt permise numai în situații excepționale și ca măsură temporară.
Acordurile comerciale numite  preferențiale de OMC sunt, de asemenea, cunoscute sub numele de regionale (RTA), deși nu sunt neapărat încheiate între țări într-o anumită regiune. În prezent, în vigoare există 205 acorduri din iulie 2007. Peste 300 au fost raportate la OMC. Numărul Zonelor de Liber Schimb a crescut semnificativ în ultimul deceniu. Între 1948 și 1994, Acordul General pentru Tarife și Comerț (GATT), predecesorul a OMC, a primit 124 de înștiințări. Începând din 1995, peste 300 de acorduri comerciale au fost adoptate.
OMC clasifică aceste acorduri în următoarele tipuri:
- Cele care cuprind bunuri:
  - Acord preferențial comercial( cunoscut și sub numele de Acordul de împărțire parțială)
  - Acordul de Liber Schimb
  - Uniunea Vamală
- Cele care cuprind servicii :
  - Acord de Integrare Economică–orice acord, inclusiv  PTA, care, de asemenea, include serviciile

## Reacție
Din punct de vedere politic, pacturile comerciale sunt adesea controversate deoarece pot schimba obiceiurile economice și pot aprofunda interdependența cu partenerii comerciali. Creșterea eficienței prin "comerțul liber" este un obiectiv comun. În cea mai mare parte, guvernele susțin alte acorduri comerciale.
Cu toate acestea, au fost exprimate unele preocupări pe care OMC le are. Potrivit lui Pascal Lamy, directorul general al OMC, proliferarea RTA "... crește neliniștea - neliniști privind incoerența, confuzia, creșterea exponențială a costurilor pentru afaceri, imprevizibilitatea și chiar nedreptatea în relațiile comerciale". OMC este că, deși acordurile comerciale tipice (denumite preferențiale sau regionale de către OMC) sunt utile într-o anumită măsură, este mult mai benefic să se concentreze asupra acordurilor globale în cadrul OMC, cum ar fi negocierile din actuala rundă de la Doha.
Mișcarea anti-globalizare se opune prin definiție unor astfel de acorduri, dar unele grupuri se alătură în mod normal acestei mișcări, cum ar fi partidele ecologice, pentru că urmăresc comerț echitabil sau comerț sigur, care să modereze ceea ce percep ca fiind efectele rele ale globalizării.

## Legături externe
- ITC's Market Access Map, an online database of customs tariffs and market requirements.